# 胡玉芳
胡玉芳，生卒年不详，佤名困六，男，佤族，佤族葫芦王地政治人物，第四代班洪总管（代理）。
1943年，前任班洪总管胡忠汉病逝，长子胡德胜年幼，遂由艾康木（胡忠汉父）之胞弟胡玉芳任代理班洪总管，胡忠华辅佐。
| 前任： 艾京 | 班洪总管 1942年—1943年 | 繼任： 尼康 |

## 资料来源
1. ↑  沧源佤族自治县民政局、地方志办公室. . 昆明: 云南民族出版社. 2006年: 28. ISBN 7-5367-3386-0.
2. ↑  沧源佤族自治县地方志编撰委员会. . 昆明: 云南民族出版社. 1998年12月: 515. ISBN 7-5367-1498-X.
3. ↑  云南省临沧市延安精神研究会 - 张云. . 昆明: 云南民族出版社. 2007年12月: 50. ISBN 978-7-5367-3992-5.
4. ↑  《佤山纪事》编委会, 王敬骝主编. . 昆明: 云南民族出版社. 2007年5月: 6-7. ISBN 978-7-5367-3710-5.